# Poulet moambe
Pour les articles homonymes, voir Muamba.

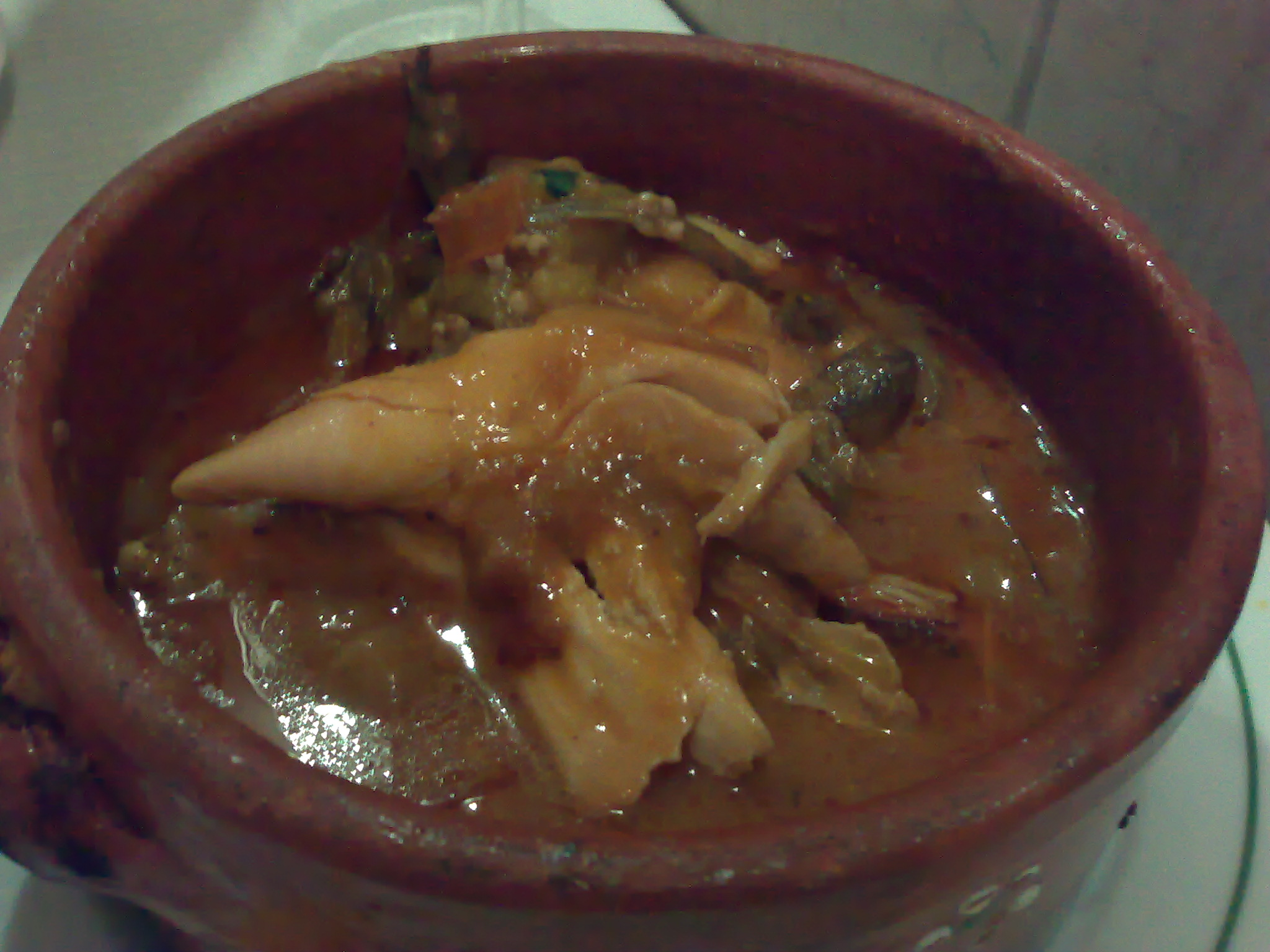
Poulet moambe.

Le poulet moambe (muamba de galinha en portugais) est un plat traditionnel angolais parmi les plus populaires. Il est fait avec de l'huile de palme (préparée d'une façon particulière appelée moamba, qui donne son nom au plat), de la noix de cola, de la malaguette (jindungo, différente de la malaguette d'Afrique de l'Ouest), de l'oignon, des courges et de l'ail.
Le poulet est découpé et assaisonné de sel, d'ail et de piment, puis cuit avec des oignons. On ajoute ensuite l'huile de palme moamba, qui peut venir du palmier à huile d'Afrique ou d'huile achetée dans le commerce, ainsi que des gombos et de la citrouille.
Le poulet moambe est servi avec du funge, fait de farine de manioc ou de maïs.
Il en existe diverses variantes dans d'autres régions d'Afrique, toujours avec du beurre de palme, mais avec un accompagnement de bâton de manioc, de fufu, voire de riz.